# Petr Portugalský
Petr Portugalský, vévoda z Coimbry (9. prosince 1392, Lisabon – 20. května 1449, Alverca), byl portugalský infant z dynastie Avizů, syn krále Jana I. Portugalského a jeho manželky Filipy z Lancasteru, dcery Jana z Gentu. V Portugalsku je kvůli svým cestám známější jako infant Don Pedro das Sete Partidas [do Mundo], „ze sedmi částí [světa]“. Pravděpodobně nejlépe zcestovalý princ své doby byl v letech 1439 až 1448 regentem. Byl také 1. pánem z Montemor-o-Velho, Aveira, Tentúgalu, Cernache, Pereiry, Condeixy a Lousy.

## Mládí

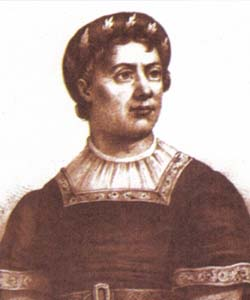
Infant Petr, regent Portugalského království.

Již od narození byl Petr nejoblíbenějším synem Jana I. Spolu se svými sourozenci obdržel výjimečné vzdělání, které se v té době u dětí královské rodiny vidělo jen zřídka. Petr vyrůstal v blízkosti svých bratrů Eduarda, budoucího portugalského krále, a Jana, lorda z Reguengos de Monsaraz, v klidném prostředí bez intrik.
14. srpna 1415 doprovázel svého otce a bratry Eduarda a Jindřicha do bitvy u Ceuty v Maroku. Měsíc předtím zemřela jeho matka, která na smrtelné posteli každému svému synovi dala meč, jež pro ně objednala ukovat. Petr odmítl být pasován na rytíře, než projeví odvahu v bitvě, a následující den po bitvě byl pasován spolu se svými bratry na rytíře; byl také jmenován vévodou z Coimbry. Mladší bratr Jindřich byl jmenován vévodou z Viseu. Jednalo se o první vévodství vytvořená v Portugalsku.
Po dokončení překladu Senecovy knihy De Beneficiis v roce 1418 zahájil rozsáhlé cesty po Evropě, které ho držely mimo Portugalsko na dalších deset let. Po setkání s Janem II. Kastilským ve Valladolidu pokračoval do Uherska, kde se setkal s císařem Svaté říše římské Zikmundem a vstoupil do jeho služeb. Bojoval v císařské armádě proti Turkům a v Husitských válkách v Čechách. V roce 1424 opustil Svatou říši římskou, na ostrově Patmos se setkal s Muradem II., sultánem Osmanské říše, a pak pokračoval do Konstantinopole, hlavního města Byzantské říše; beznadějné postavení města proti osmanskému náporu na něj nepřestávalo působit. Z Konstantinopole cestoval přes Alexandrii a Káhiru do Svaté země.

## Evropské cesty
V roce 1425 Petr odcestoval do Francie a Anglie a navštívil univerzity v Paříži a Oxfordu, v roce 1426 dorazil do Vlámska, kde strávil dva roky u Burgundského dvora. Po smrti druhé manželky burgundského vévody Filipa III. v roce 1425 mu Petr za další manželku nabídl svou sestru Isabelu. Filip poslal v letech 1428–9 do Portugalska delegaci, v níž byl také malíř Jan van Eyck, který namaloval dva portréty infantky. Filip a Isabela se vzali 7. ledna 1430 a jeden z jejich synů se stal burgundským vévodou známým jako Karel Smělý.
V roce 1427 Petr napsal známý z Brug dopis svému bratrovi, pozdějšímu králi Eduardovi, o „správné správě království“. Později téhož roku mu král Jindřich VI. Anglický udělil Podvazkový řád (jako už jej předtím udělil jeho otci a bratru Eduardovi).
V roce 1428 Petr navštívil markrabství Treviso a Benátskou publiku, kde dostal od dóžete výtisk knihy Marka Pola. Později dal tuto knihu, a také mapy benátských obchodních cest po Orientu, svému mladšímu bratrovi Jindřichovi. Jedna z map byla vytvořena známým benátským kartografem Albertinem de Virga v roce 1441 a pravděpodobně ukazuje Severní Ameriku předtím, než byla oficiálně objevena. Tato mapa byla nalezena v klášteře Alcobaça, který byl hlavní knihovnou portugalské královské rodiny. z Benátek cestoval do Říma, kde byl přijat papežem Martinem V., odtamtud pokračoval do Barcelony, kde předtím, než se konečně vrátil do Španělska, sjednal sňatek svého bratra Eduarda s Eleonorou Aragonskou, stejně jako své vlastní manželství s Isabelou z Urgellu.

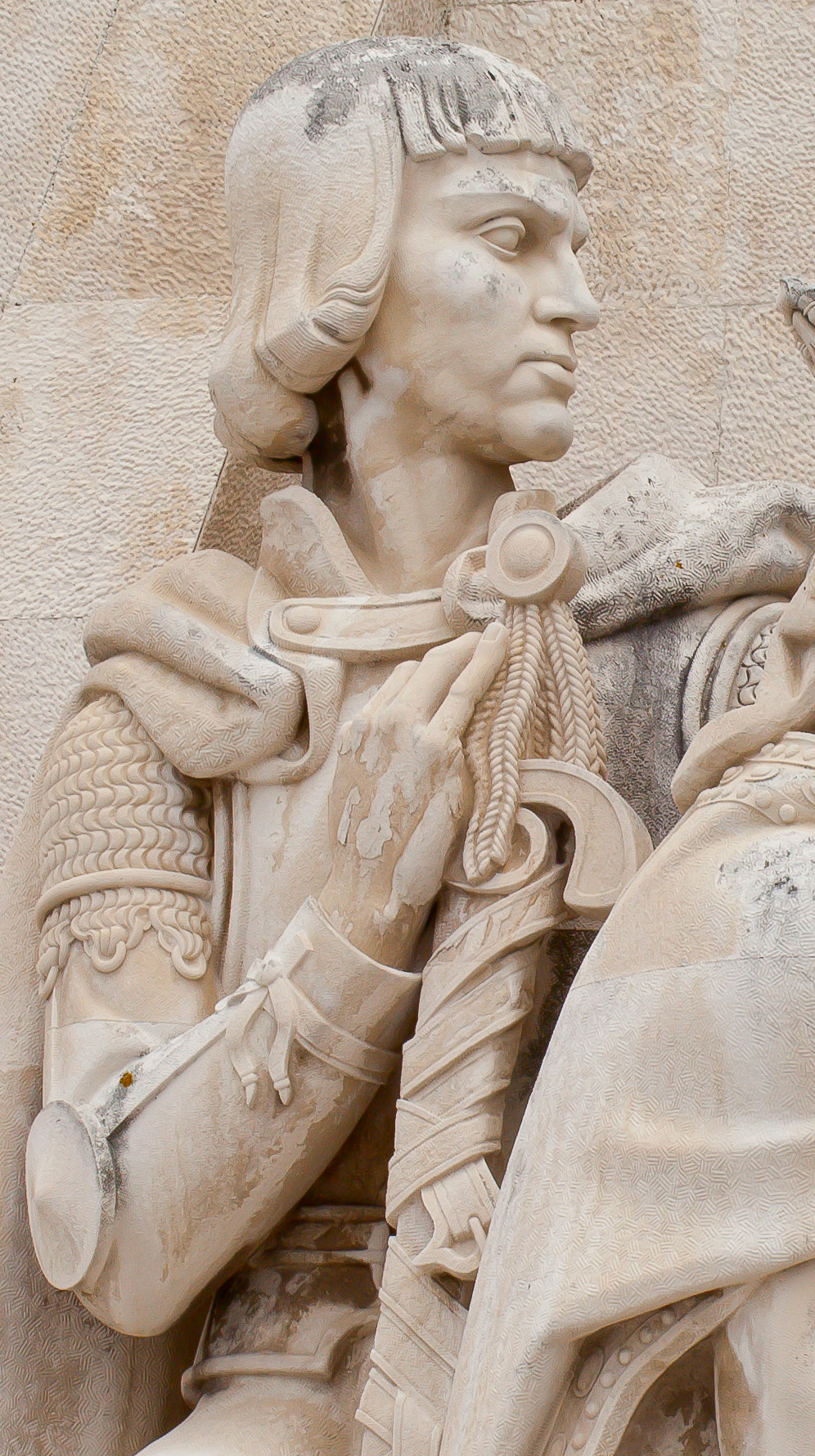
Podobizna Petra, vévody z Coimbry, na Památníku objevitelů, Lisabon, Portugalsko.

V roce 1433 dokončil své slavné šestisvazkové dílo Tratado da Virtuosa Benfeitoria (Smlouva ctnostného dobrodince).

## Regent
Když v roce 1438 zemřel Petrův starší bratr Eduard I. Portugalský, bylo jeho dědici Alfonsovi V. šest let. Nejdřív byla regentkou vybrána královna matka Eleonora Aragonská. Tato volba se mnoha Portugalcům nelíbila, protože Eleonora pocházela z Aragonie. Byla však preferována mezi portugalskou šlechtou, zvláště mezi šlechtici kolem Petrova nevlastního bratra Alfonse z Barcelony. Objevily se také pochybnosti o Petrových politických schopnostech. Na setkání portugalských kortesů, které svolal Petrův bratr Jan, byl Petr zvolen regentem, což potěšilo jak lid, tak rychle rostoucí měšťanstvo.
V roce 1443, v gestu smíření, jmenoval Petr nevlastního bratra Alfonsa vévodou z Braganzy a zdálo se, že vztahy mezi nimi se vrátily do normálu. Ale v roce 1445 se nový vévoda z Braganzy urazil, protože za manželku Alfonsa V. byla vybrána Isabela z Coimbry, dcera Petra, a ne některá z Braganzových vnuček. Petr, lhostejný k intrikám, pokračoval ve svém regentství a země pod jeho vlivem prosperovala. Právě v tomto období byly realizovány první dotace na průzkum Atlantského oceánu pod záštitou Petrova bratra Jindřicha Mořeplavce.

## Údajné povstání
8. června 1448 Alfons V. dosáhl plnoletosti a Petr vrátil kontrolu nad zemí králi. Pod vlivem Alfonsa z Braganzy král zrušil všechny Petrovy edikty, včetně těch, které koncentrovaly moc do rukou krále.
Následujícího roku, pod obviněními, která se po letech ukázala jako falešná, prohlásil král Petra za rebela. Situace se stala neudržitelnou a vypukla občanská válka. Netrvala dlouho, protože Petr zemřel 20. května 1449 během bitvy u Alfarrobeiry u města Alverca. Přesné okolnosti jeho smrti jsou diskutabilní: někteří říkají, že to bylo v boji, zatímco jiní říkají, že byl zavražděn jedním z jeho vlastních mužů.
Po smrti Petra upadlo Portugalsko pod kontrolu Alfonsa z Braganzy, jehož vliv na osud země vzrůstal. Nicméně, Petrovo regentství nikdy nebylo zapomenuto a Petra jako svůj hlavní vliv často uváděl jeho vnuk Jan II. Portugalský. Kruté pronásledování Braganzů Janem II. bylo možná odpovědí na spiknutí, které způsobilo pád jeho děda.

## Manželství a potomci

Znak vévody z Coimbry.

V roce 1429 se sedmatřicetiletý Petr oženil s o sedmnáct let mladší Isabelou z Urgellu, nejstarší dcerou Jakuba II. z Urgellu. Manželé spolu měli sedm dětí:
- Petr z Coimbry (1429 – 30. června 1466), velmistr řádu avizských rytířů, hrabě barcelonský, portugalský konstábl, svobodný a bezdětný
- Jan z Coimbry (1431 – 11. září 1457), ⚭ 1456 Šarlota I. Kyperská (1444–1487), kněžna antiochijská, kyperská královna v letech 1458–1464
- Isabela z Coimbry (1. března 1432 – 2. prosince 1455), ⚭ 1447 Alfons V. (15. ledna 1432 – 29. srpna 1481), portugalský král od roku 1438 až do své smrti
- Jakub Portugalský (17. září – 27. srpna 1459), biskup arraský a pafoský
- Beatrice z Coimbry (1435–1462), ⚭ 1453 Adolf Klévský (1425–1492), pán z Ravensteinu
- Filipa z Coimbry (1437–1497), jeptiška
- Kateřina z Coimbry (1448–1462/1468)